# Holenice (brnění)

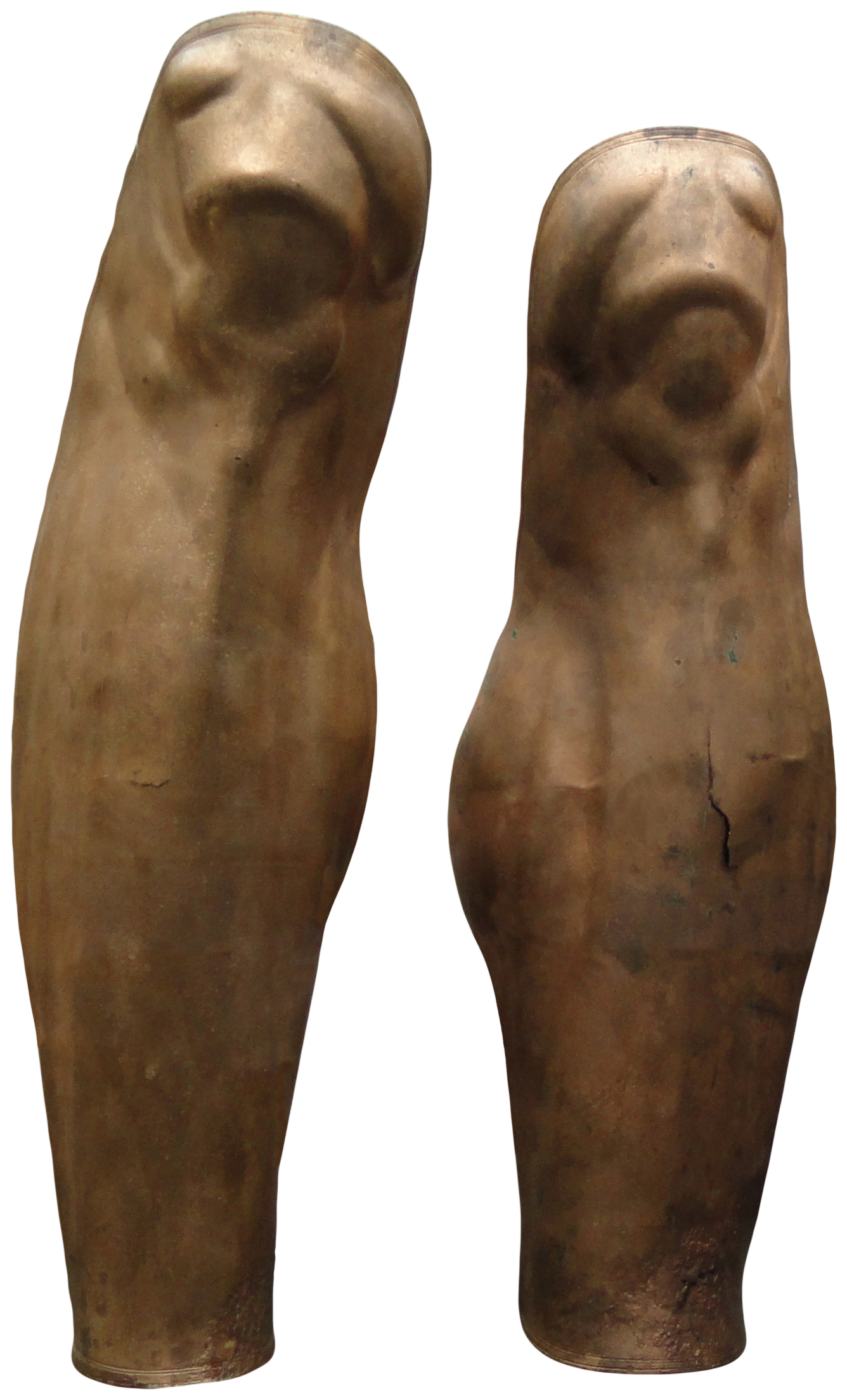
Řecké holenice "Denda", cca 500 př. n. l.

Holenice je část brnění, která chrání spodní část nohy, holeň.
Zpravidla v párech, holenice mohou být vyhotoveny z různých materiálů od vycpané látky až po ocelové pláty. Některé druhy chrání pouze spodní část holení, tzv. poloholenice a některé naopak sahají až ke stehnům.
Holenice jsou sloužily jako část brnění těžké pěchoty, obvykle od dob antiky. Řečtí těžkooděnci (hoplité) nosili bronzové holenice na obou nohách. Triarii, lépe vybavení římští vojáci, nosili holenice i na stehnech. Principes a Hastati často nosili jen jednu holenici na levé noze, nebo žádnou. Římští centurioni měli standardizované holenice římských standardních uniforem. Později imperiální legionáři nenosili holenice, jen jejich centurioni.
Ve středověku se holenice vyvinuly tak, že chránily i zadní část nohou, byly nazývány plnými holenicemi.
Holenice byly také zmíněny ve svědectví o Goliášovi, jako součást jeho brnění při souboji s mladým hebrejským pastýřem, Davidem.

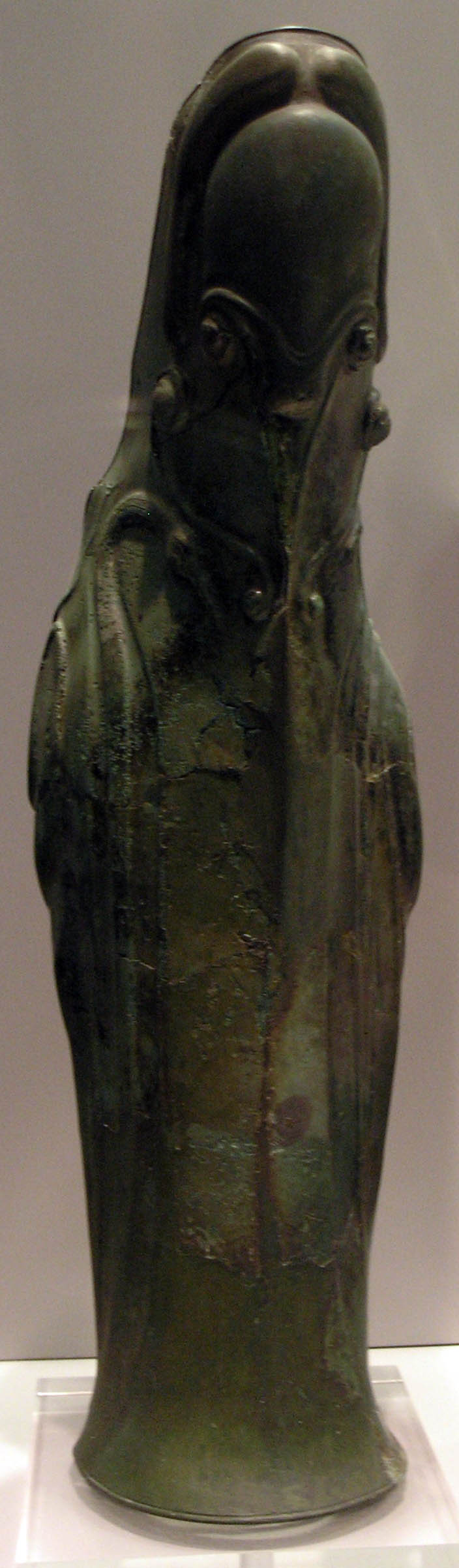
Řecká holenice
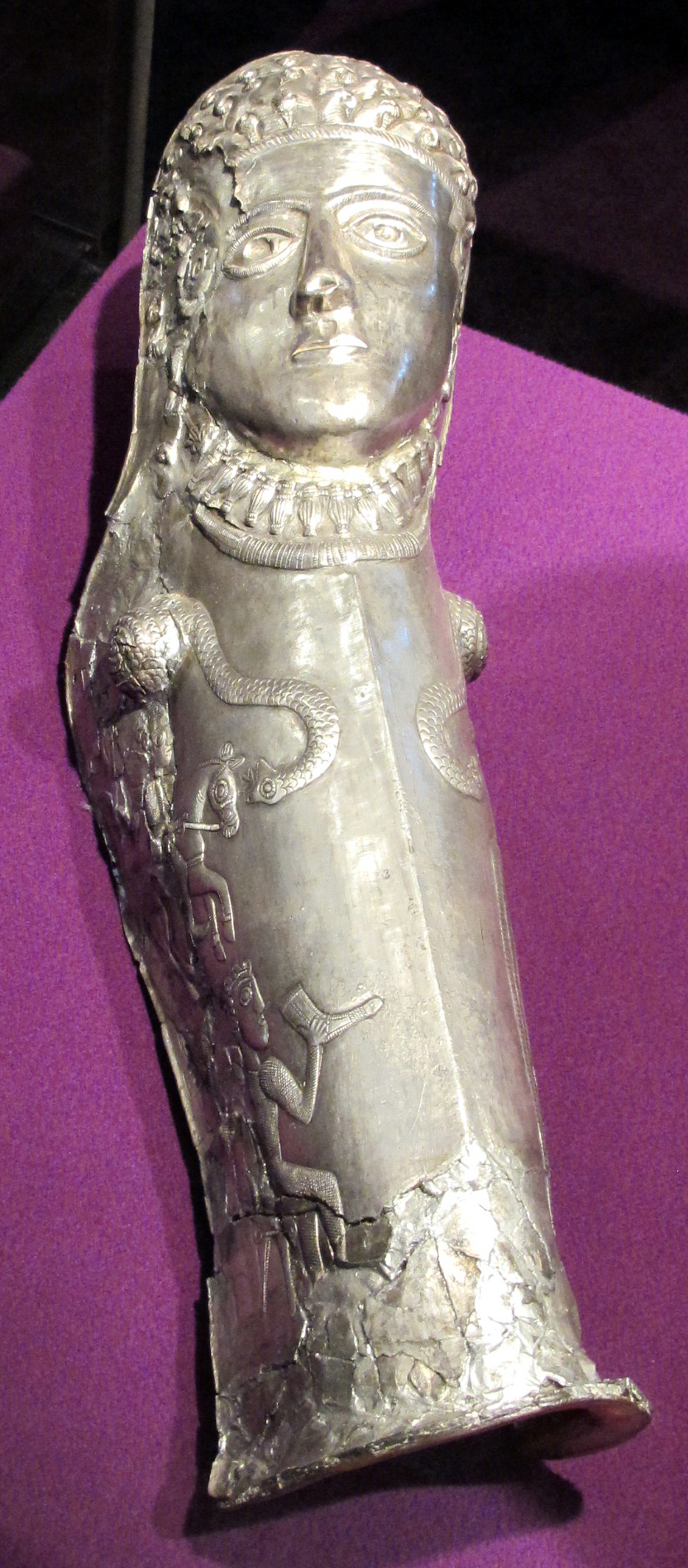
Thrácká holenice nalezená v Rumunsku
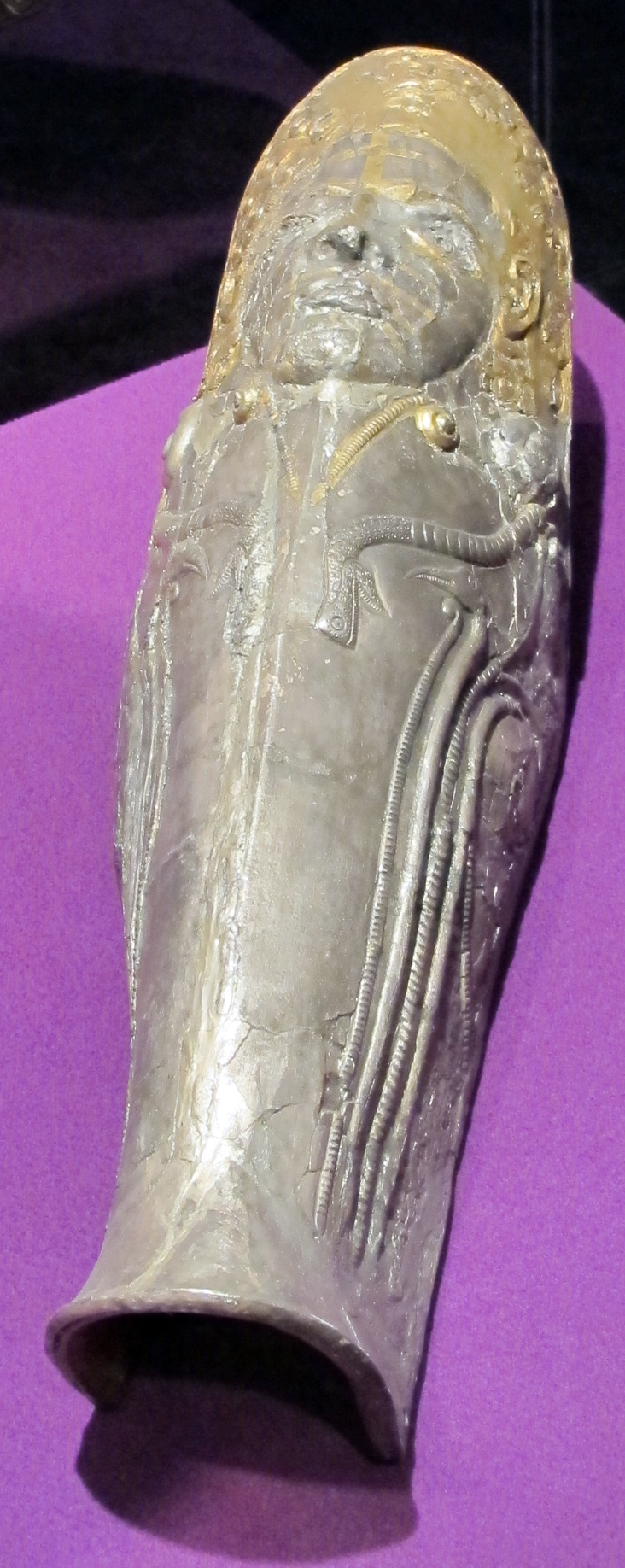
Thrácká holenice nalezená v Rumunsku